# Sura (sesiídeos)
Sura (Brachodidae) é um gênero de traça pertencente à família Brachodidae.